# 木下雲母
木下雲母（きのしたうんも、 Kinoshitalite）は、1973年に発表された日本産新鉱物で、旧工業技術院地質調査所の鉱物学者、吉井守正などにより、岩手県の野田玉川鉱山から発見された。雲母の一種で、化学組成は(Ba,K)(Mg,Mn,Al)3Si2Al2O10(OH)2。単斜晶系。金雲母の一価のKを二価のBaで置き換えたもので、価数の増加は四価のSiの1個が三価のAlで置換されることによって、相殺されている。九州大学の木下亀城の鉱床学における業績をたたえて命名されたもの。
なお、木下雲母の水酸基の位置にフッ素が入った新鉱物、フッ素木下雲母 (Fluorokinoshitalite) BaMg3Si2Al2O10F2 は、2011年に国立科学博物館の鉱物学者、宮脇律郎などにより、中国の希土類元素の鉱床、バヤンオボ鉱山から発見・記載されている。